# Paradoxornis guttaticollis
A Paradoxornis guttaticollis a verébalakúak (Passeriformes) rendjébe, ezen belül az óvilági poszátafélék (Sylviidae) családjába tartozó, 18-22 centiméter hosszú madárfaj.
Banglades, Kína, India, Laosz, Mianmar, Thaiföld és Vietnám füves, bokros domb- és hegyvidéki területein él. Rovarokat és magokat fogyaszt. Áprilistól júliusig költ.

## Fordítás
- Ez a szócikk részben vagy egészben  a   Spot-breasted parrotbill című angol Wikipédia-szócikk fordításán alapul.  Az eredeti cikk szerkesztőit annak laptörténete sorolja fel. Ez a jelzés csupán a megfogalmazás eredetét és a szerzői jogokat jelzi, nem szolgál a cikkben szereplő információk forrásmegjelöléseként.